# Joanna Maciej
Joanna Maciej (ur. 3 stycznia 1986) – polska judoczka.
Była zawodniczka klubów: UKS Okay Opole (2000), Klub Judo AZS Opole (2001-2009). Dwukrotna brązowa medalistka mistrzostw Polski seniorek (2005 - kat. do 48 kg, 2008 - kat. do 52 kg). Ponadto m.in. brązowa medalistka młodzieżowych mistrzostw Polski 2008 oraz dwukrotna brązowa medalistka mistrzostw Polski juniorek (2003, 2005). 